# Wiesloch
Wiesloch (tiếng Đức: [ˈviːslɔx], tại địa phương [ˈvɪslɔx]; Nam Franconia: Wissloch) là một thị trấn nằm ở phía bắc Baden-Württemberg, Đức, cách Heidelberg 13 km về phía nam. Sau Weinheim, Sinsheim và Leimen, đây là đô thị lớn thứ tư ở huyện Rhein-Neckar-Kreis.